# Đảo Bến Lạc
Đảo Bến Lạc còn gọi là đảo Dừa (tên cũ) (tiếng Anh: West York Island; tiếng Filipino: Likas; giản thể: 西月岛; phồn thể: 西月島; bính âm: Xīyuè dǎo, Hán-Việt: Tây Nguyệt đảo) là một đảo san hô thuộc cụm Loại Ta của quần đảo Trường Sa. Đây là đảo đứng thứ ba về mặt diện tích tự nhiên trong quần đảo.
Đảo Bến Lạc là đối tượng tranh chấp giữa Việt Nam, Đài Loan, Philippines và Trung Quốc. Hiện Philippines đang kiểm soát đảo này từ năm 1968.

## Đặc điểm
Đảo có chiều dài 500 m, chiều rộng 320 m và diện tích là 0,15 km² hay 0,186 km² theo Philippines.
Có nhiều cây bụi và dừa bao phủ đảo. Rùa biển cũng chọn nơi đây làm nơi trú ngụ.

## Lịch sử
Trong Thế chiến II, quân Nhật chiếm đảo và xây dựng các công trình kiên cố nhỏ, dấu tích vẫn còn dưới dạng tàn tích. Sau chiến tranh, Philippines dần khẳng định quyền kiểm soát, chính thức hóa tuyên bố dưới sắc lệnh năm 1978 của Tổng thống Ferdinand Marcos, thành lập đô thị Kalayaan.
Philippines coi đảo Bến Lạc là một phần của Nhóm đảo Kalayaan thuộc tỉnh Palawan, nằm trong vùng đặc quyền kinh tế 200 hải lý của mình. Trung Quốc tuyên bố chủ quyền dựa vào "Đường chín đoạn", gọi đảo này là Tây Nguyệt đảo, trong khi đó Việt Nam và Đài Loan cũng tuyên bố chủ quyền dựa trên các lập luận lịch sử và địa lý.

## Hình ảnh
| đá An Nhơn Bắc đá An Nhơn đá An Nhơn Nam đá Sa Huỳnh đảo Loại Ta đảo Loại Ta Tây bãi Loại Ta Nam đá An Lão bãi Đường đảo Bến Lạc đá Cá Nhám đá Tân Châu Vị trí của đảo Bến Lạc và các thực thể của Cụm Loại Ta (nguồn ảnh: NASA). |